# Bromelia hemisphaerica
Bromelia hemisphaerica là một loài thực vật có hoa trong họ Bromeliaceae. Loài này được Lam. mô tả khoa học đầu tiên năm 1783.